# Mario Jahn Barrera
Mario Ernesto Jahn Barrera (15 de septiembre de 1927-Santiago, 7 de julio de 2013) fue un Coronel de Aviación que tuvo un rol preponderante en la conformación y preparación de la llamada Operación Cóndor, llegando a ser director de la policía secreta (DINA) de Augusto Pinochet durante la dictadura. Ofició como "embajador itinerante" en dicha operación.

## DINA
Jahn Barrera fue en los años setenta uno de los jefes de la DINA que, usando el seudónimo de Luis Gutiérrez, se convirtió en el "embajador itinerante" entre los países que conformaron la red de cooperación en labores represivas conocida como "Operación Cóndor", de acuerdo con los antecedentes surgidos de los llamados "archivos del terror" de la dictadura de Alfredo Stroessner y que forman parte de la querella interpuesta en su contra ante el ministro de fuero Juan Guzmán.

### Operación Cóndor
Fue citado a declarar el 10 de julio de 1978 en el mismo proceso, identificándose en esa fecha como jefe del Departamento de Gobierno Interior del Comité Asesor de la Junta de Gobierno.

Cumplí funciones en la ex-DINA durante los años 1973, 1974, 1975, cesando en mis funciones en diciembre del último de los años referidos. Durante el año 1974, yo fui el segundo Jefe de DINA y en 1975 pasé a ser el tercero, por haber llegado un Oficial de Marina más antiguo que yo, el Capitán de Navío Rolando García Le Blanc...  ...Puedo señalar al tribunal que viajé a Argentina, Brasil, Panamá y España, así como a Bolivia, Uruguay y Paraguay y también a Guatemala... Todas estas fueron misiones de servicio -muchas de ellas de adquisición de elementos o simplemente de carácter protocolar.
Coronel Mario Jahn Barrera

El juez Juan Guzmán procesó el 23 de diciembre de 2003 a tres exuniformados como autores del secuestro de nueve detenidos desaparecidos entre 1975 y 1977, como parte de la Operación Cóndor:
1. Al exjefe de la Dirección Nacional de Inteligencia (DINA), general (r) Manuel Contreras Sepúlveda.[3]
2. Brigadier Pedro Espinoza[3]
3. Brigadier Christoph Willike, miembro del Departamento Exterior de dicho organismo.[3]

El fallo establece que los tres oficiales fueron responsables, como autores, del secuestro y la posterior desaparición de los miembros del Movimiento de Izquierda Revolucionaria (MIR) Juan Hernández, Luis Muñoz , Manuel Tamayo, Edgardo Enríquez, Alexis Jacard, Jacobo Stoulman, Matilde Pessa, Julio Valladares y Jorge Fuentes Alarcón. En la desaparición del matrimonio chileno-judío Stoulman-Pessa, intervino el Gran Rabino de Chile, Ángel Kreiman Brill.
Según la resolución, los nueve izquierdistas fueron detenidos entre 1975 y 1977 en Argentina, Bolivia y Paraguay por los servicios de inteligencia de esos países, para ser entregados a agentes de la DINA, quienes los trasladaron a Chile. Una vez en el país, fueron llevados a Villa Grimaldi, donde funcionaba un centro de tortura. Desde ese lugar se pierde el rastro a las víctimas.
La resolución señala que Juan Hernández, Luis Muñoz, Manuel Tamayo y Edgardo Enríquez fueron detenidos en Buenos Aires, Argentina, en abril de 1976. Alexis Jacard, Matilde Pessa y Jacobo Stoulman fueron apresados también en esa ciudad, pero en mayo de 1977. La detención de Julio Valladares fue en julio de 1976 en Bolivia y la de Jorge Fuentes en mayo de 1975 en Asunción, Paraguay.
El juez Juan Guzmán, quien investiga numerosas causas que involucran a Pinochet en crímenes cometidos durante su régimen, sobreseyó en primera instancia al general en retiro en un proceso por el secuestro y desaparición de una decena de dirigentes del Partido Comunista, en 1976. Ello, tras el rechazo de la Corte de Apelaciones de Santiago a dar curso al desafuero. «Lo único que corresponde jurídicamente es el sobreseimiento definitivo», dijo el juez.
La Corte Suprema cerró definitivamente la puerta al eventual desafuero de Pinochet por este caso al declarar improcedente, por una cuestión de forma, una tercera petición en tal sentido. El máximo tribunal validó así un fallo de la Corte de Apelaciones, que el 27 de agosto rechazó retirar la inmunidad al general, de acuerdo con el dictamen que en 2001 lo declaró afectado por una demencia vascular "progresiva e irreversible".
El abogado Eduardo Contreras presentó una nueva solicitud de desafuero de Pinochet, en nombre de los familiares de las víctimas de la llamada Operación Cóndor.

La idea es que se le pueda procesar por este caso, dada la lucidez que mostró en una reciente entrevista a un canal de televisión de Miami.
Eduardo Contreras, abogado

La Operación Cóndor, que significó la muerte de miles de personas en Latinoamérica, es investigada por el juez español Baltazar Garzón y su colega argentino Rodolfo Canicoba-Corral (1945-).

## Museo Nacional Aeronáutico y del Espacio
En diciembre de 1984 fue nombrado Director del Museo Nacional Aeronáutico y del Espacio por el entonces general Fernando Matthei. Fue el responsable y encargado del traslado del museo a su actuales dependencias en la comuna de Cerrillos, en terrenos que eran del aeródromo Los Cerrillos. Fue removido de su cargo en 2002, semanas después de ser funado.

### Funa
El 5 de mayo de 2002, Jahn Barrera fue funado en el frontis del Museo Aeronáutico. Con el tradicional grito si no hay justicia, hay funa, acompañado de lienzos y tambores, un grupo de treinta personas protestó contra el director del Museo Aeronáutico, recontratado por la FACH tras su retiro de la institución, y a quien acusaban de cumplir un papel fundamental en la represión ejercida por la dictadura de Augusto Pinochet. El vocero de la Comisión Funa, Álvaro Muñoz, señaló que Jahn fue subdirector de la Dirección de Inteligencia Nacional (DINA) y participó activamente en la coordinación del Plan Cóndor. Calificó como "indigno para el país" que se recontratara para dirigir un museo que es visitado principalmente por niños, a un miembro que participó en violaciones a los derechos humanos. La protesta se realizó en el frontis del Museo de Aeronáutica, ubicado en el Camino a Melipilla, que permaneció cerrado al público y con fuerte protección policial.

## Proceso 2010 y muerte
En junio de 2010, el juez Alejandro Solís lo procesó junto a Manuel Contreras, Miguel Krassnoff, Marcelo Moren Brito y Fernando Lauriani —quienes ya cumplían condenas en el Penal Cordillera—, por el homicidio del militante del MIR Ramón Hugo Martínez González, fallecido en Villa Grimaldi el año 1975. En 2012 los cinco militares fueron encontrados culpables y condenados a 15 años de cárcel, pena que fue confirmada en mayo de 2014 por la Corte de Apelaciones. Sin embargo, Jahn Barrera ya había fallecido en julio de 2013, lo que llevó a su defensa a solicitar al dicho tribunal un recurso de "rectificación y enmienda".
Finalmente la Corte Suprema, en fallo dividido y en sentencia definitiva, sentenció a los otros cuatro militares a siete años de presidio, reduciendo así la condena inicial.